# Elżbieta Romanowa (1806–1808)
Elżbieta Aleksandrowna (ur. 15 listopada 1806 w Sankt Petersburgu, zm. 12 maja 1808 tamże) – cesarzówna rosyjska, córka Elżbiety Aleksiejewny.

## Życiorys
Oficjalnie za ojca Elżbiety uchodził cesarz Aleksander I, jednak faktycznym ojcem dziewczynki był oficer gwardii Aleksy Ochotnikow, zasztyletowany w październiku 1806, kiedy wychodził z teatru. Elżbieta Aleksandrowna nazywana była przez matkę Lizinką. Podobnie jak jej starsza siostra Maria, Elżbieta zmarła we wczesnym dzieciństwie. Przyczyną zgonu była infekcja związana z ząbkowaniem.